# Paris (The Chainsmokers)
Paris is een nummer van het Amerikaanse dj-duo The Chainsmokers uit 2017. Het nummer werd ingezongen door Chainsmokers-dj Andrew Taggart en de Amerikaanse singer-songwriter Emily Warren, maar laatstgenoemde staat niet vermeld op de credits. In "Paris" combineren The Chainsmokers dancemuziek met popmuziek, iets wat ze niet eerder deden. Het nummer gaat dan ook veel meer de popkant op dan hun vorige hits.

## Achtergrondinformatie
Het nummer werd wereldwijd een hit. In de Amerikaanse Billboard Hot 100 haalde het nummer de zevende positie. In de Nederlandse Top 40 staat het nummer op nummer 5, wat daar tot nu toe ook de hoogste positie is die het nummer heeft behaald. In de Vlaamse Ultratop 50 haalde het ook de 5e positie.

## Tracklijst
| Nr. | Titel | Duur |
| --- | ----- | ---- |
| 1.  | Paris | 3:41 |

| Nr. | Titel                         | Duur |
| --- | ----------------------------- | ---- |
| 1.  | Paris (VINAI remix)           | 3:38 |
| 2.  | Paris (LOUDPVCK remix)        | 3:51 |
| 3.  | Paris (Pegboard Nerds remix)  | 2:54 |
| 4.  | Paris (Jewelz & Sparks remix) | 3:34 |
| 5.  | Paris (Party Thieves remix)   | 2:56 |
| 6.  | Paris (FYKA remix)            | 3:15 |

## Hitnoteringen

### Nederlandse Top 40
| Hitnotering: 28-01-2017 t/m 13-05-2017 | Hitnotering: 28-01-2017 t/m 13-05-2017 | Hitnotering: 28-01-2017 t/m 13-05-2017 | Hitnotering: 28-01-2017 t/m 13-05-2017 | Hitnotering: 28-01-2017 t/m 13-05-2017 | Hitnotering: 28-01-2017 t/m 13-05-2017 | Hitnotering: 28-01-2017 t/m 13-05-2017 | Hitnotering: 28-01-2017 t/m 13-05-2017 | Hitnotering: 28-01-2017 t/m 13-05-2017 | Hitnotering: 28-01-2017 t/m 13-05-2017 | Hitnotering: 28-01-2017 t/m 13-05-2017 | Hitnotering: 28-01-2017 t/m 13-05-2017 | Hitnotering: 28-01-2017 t/m 13-05-2017 | Hitnotering: 28-01-2017 t/m 13-05-2017 | Hitnotering: 28-01-2017 t/m 13-05-2017 | Hitnotering: 28-01-2017 t/m 13-05-2017 | Hitnotering: 28-01-2017 t/m 13-05-2017 | Hitnotering: 28-01-2017 t/m 13-05-2017 |
| Week:                                  | 1                                      | 2                                      | 3                                      | 4                                      | 5                                      | 6                                      | 7                                      | 8                                      | 9                                      | 10                                     | 11                                     | 12                                     | 13                                     | 14                                     | 15                                     | 16                                     |                                        |
| -------------------------------------- | -------------------------------------- | -------------------------------------- | -------------------------------------- | -------------------------------------- | -------------------------------------- | -------------------------------------- | -------------------------------------- | -------------------------------------- | -------------------------------------- | -------------------------------------- | -------------------------------------- | -------------------------------------- | -------------------------------------- | -------------------------------------- | -------------------------------------- | -------------------------------------- | -------------------------------------- |
| Positie:                               | 8                                      | 5                                      | 5                                      | 5                                      | 5                                      | 4                                      | 5                                      | 9                                      | 11                                     | 14                                     | 16                                     | 19                                     | 20                                     | 24                                     | 27                                     | 35                                     | uit                                    |

### NederlandseSingle Top 100
| Hitnotering: 21-01-2017 t/m | Hitnotering: 21-01-2017 t/m | Hitnotering: 21-01-2017 t/m | Hitnotering: 21-01-2017 t/m | Hitnotering: 21-01-2017 t/m | Hitnotering: 21-01-2017 t/m | Hitnotering: 21-01-2017 t/m | Hitnotering: 21-01-2017 t/m | Hitnotering: 21-01-2017 t/m | Hitnotering: 21-01-2017 t/m | Hitnotering: 21-01-2017 t/m | Hitnotering: 21-01-2017 t/m | Hitnotering: 21-01-2017 t/m | Hitnotering: 21-01-2017 t/m | Hitnotering: 21-01-2017 t/m | Hitnotering: 21-01-2017 t/m | Hitnotering: 21-01-2017 t/m | Hitnotering: 21-01-2017 t/m | Hitnotering: 21-01-2017 t/m | Hitnotering: 21-01-2017 t/m | Hitnotering: 21-01-2017 t/m |
| Week:                       | 1                           | 2                           | 3                           | 4                           | 5                           | 6                           | 7                           | 8                           | 9                           | 10                          | 11                          | 12                          | 13                          | 14                          | 15                          | 16                          | 17                          | 18                          | 19                          | 20                          |
| --------------------------- | --------------------------- | --------------------------- | --------------------------- | --------------------------- | --------------------------- | --------------------------- | --------------------------- | --------------------------- | --------------------------- | --------------------------- | --------------------------- | --------------------------- | --------------------------- | --------------------------- | --------------------------- | --------------------------- | --------------------------- | --------------------------- | --------------------------- | --------------------------- |
| Positie:                    | 16                          | 7                           | 7                           | 4                           | 4                           | 5                           | 7                           | 13                          |                             |                             |                             |                             |                             |                             |                             |                             |                             |                             |                             |                             |

### NederlandseMega Top 50
| Hitnotering: 21-01-2017 t/m | Hitnotering: 21-01-2017 t/m | Hitnotering: 21-01-2017 t/m | Hitnotering: 21-01-2017 t/m | Hitnotering: 21-01-2017 t/m | Hitnotering: 21-01-2017 t/m | Hitnotering: 21-01-2017 t/m | Hitnotering: 21-01-2017 t/m | Hitnotering: 21-01-2017 t/m | Hitnotering: 21-01-2017 t/m | Hitnotering: 21-01-2017 t/m | Hitnotering: 21-01-2017 t/m | Hitnotering: 21-01-2017 t/m | Hitnotering: 21-01-2017 t/m | Hitnotering: 21-01-2017 t/m | Hitnotering: 21-01-2017 t/m | Hitnotering: 21-01-2017 t/m | Hitnotering: 21-01-2017 t/m | Hitnotering: 21-01-2017 t/m | Hitnotering: 21-01-2017 t/m | Hitnotering: 21-01-2017 t/m |
| Week:                       | 1                           | 2                           | 3                           | 4                           | 5                           | 6                           | 7                           | 8                           | 9                           | 10                          | 11                          | 12                          | 13                          | 14                          | 15                          | 16                          | 17                          | 18                          | 19                          | 20                          |
| --------------------------- | --------------------------- | --------------------------- | --------------------------- | --------------------------- | --------------------------- | --------------------------- | --------------------------- | --------------------------- | --------------------------- | --------------------------- | --------------------------- | --------------------------- | --------------------------- | --------------------------- | --------------------------- | --------------------------- | --------------------------- | --------------------------- | --------------------------- | --------------------------- |
| Positie:                    | 29                          | 8                           | 11                          | 12                          | 10                          | 6                           | 17                          | 17                          |                             |                             |                             |                             |                             |                             |                             |                             |                             |                             |                             |                             |